# 德茂站
德茂站是一个位于中国北京市大兴区旧宫地区104国道涼风灌渠桥北側，属于北京地铁8号线的地铁车站，于2018年12月30日随8号线三期、四期通车而投入使用。

## 位置
德茂站位于南五环外，沿104国道呈西北-东南走向布置。

## 结构
德茂站为高架站，布置在正在改扩建的104国道路中。德茂站北边的临近车站五福堂站为地下站，线路自五福堂站向南出五环后转为高架线路，设德茂站。
车站为三层，其中二层为站厅，三层为岛式站台。二层站厅通过天桥连接道路两侧的出入口。
| 地上三层 站台层 |                         | █ 8号线往朱辛庄（五福堂）        |
| 地上三层 站台层 | 島式月台，左側開門      |                                  |
| 地上三层 站台层 | █ 8号线往瀛海（終點站） |                                  |
| 地上二层 站厅层 | 站厅                    | 客务中心、自动售票机、进出站闸机 |
| 地面层          | 街道                    | A-B出入口                        |

## 出入口
|                           |                |                  |      |            |  |
| 编号                      | 指示           | 建议前往的目的地 | 图片 | 无障碍设施 |  |
| 出口 · A · 1 · 升降机标志 | 京福路（南侧） |                  |      |            |  |
| 出口 · A · 2              | 京福路（南侧） |                  |      | 不適用     |  |
| 出口 · B · 1 · 升降机标志 | 京福路（北侧） | 兴盛锦苑         |      |            |  |
| 出口 · B · 2              | 京福路（北侧） |                  |      | 不適用     |  |
| 註： 設有                 |                |                  |      |            |  |